# Philippe Gaillot
Philippe Gaillot (født 28. februar 1965 i Château-Salins, Frankrig) er en fransk tidligere fodboldspiller (forsvarer).
Gaillot tilbragte, kun afbrudt af et ét-årigt lejeophold hos US Valenciennes hele sin karriere hos Alsace-klubben FC Metz.
Gaillot var hos Metz med til at vinde den franske pokalturnering Coupe de France i 1988 og ligapokalturneringen Coupe de la Ligue i 1996.